# Боймия
Боймия (макед. Бојмија) — историко-географическая область в южной части Северной и северной части Македонии в Греции.
Боймия охватывает долину реки Вардар (Аксьос) около городов Валандово и Гевгелия в Северной  Македонии и городов Аксьюполис и Гумениса в Греции. 